# Henri Brégi
Henri Louis Brégi est un aviateur français, né à Sedan le 4 décembre 1888, mort à Saint-Mandrier-sur-Mer le 12 janvier 1917. Il est un pionnier de l'aviation en Amérique du Sud et au Maroc.

## Biographie
Henri est le fils d'un médecin militaire, Jules Brégi et de Marie-Lucie Marée, tous deux issus de la grande bourgeoisie industrielle textile ardennaise. 
Après des études secondaires à Janson-de-Sailly, Henri Brégi entreprend des études supérieures et devient ingénieur électricien. Aidé par son frère Christian et Louis Paulhan, il construit puis présente au concours Lépine de 1908 un modèle réduit d'avion, qui est récompensé. Ce succès emporte les résistances de sa famille à le voir embrasser une carrière dans l'aviation naissante. 
Il devient aviateur, titulaire du brevet de pilote no 26 (de l'Aéro-Club de France) qu'il a obtenu le 21 décembre 1909. 
Il est célèbre pour avoir réalisé le 6 février 1910 le premier vol officiel en Argentine et plus largement en Amérique du Sud, avec un biplan Voisin à moteur de 50 CV, lors des commémorations du centenaire de l'indépendance de l'Argentine et aussi pour avoir réalisé la liaison Casablanca - Fès via Rabat et Meknès en septembre 1911 avec un appareil Breguet.
Henri Brégi est mobilisé pendant la Première Guerre mondiale. Pilote aviateur de l'Armée de Terre, il est détaché auprès du Centre d'aviation maritime de Toulon. Le 12 janvier 1917, il se porte volontaire pour neutraliser un sous-marin allemand évoluant au large de la rade. Un amerrissage forcé en baie de Saint-Mandrier au cours de la mission fait basculer l'hydravion que Brégi pilote. Il meurt à l'hôpital de Saint-Mandrier.

## Distinctions
- Médaille militaire (27 avril 1912)